# Дюк д'Анжер
«Дюк д'Анжер» (фр. Ducs d'Angers) — хокейний клуб з Анже, Франція. Заснований у 1982 році.

## Історія

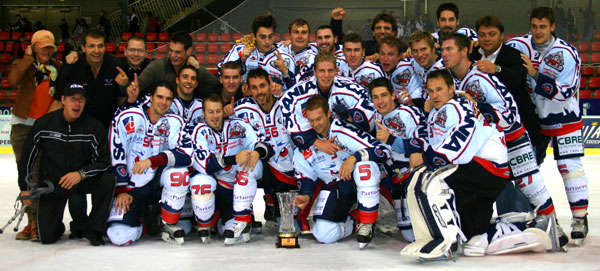
Переможці Трофею чемпіонів 2007 рік

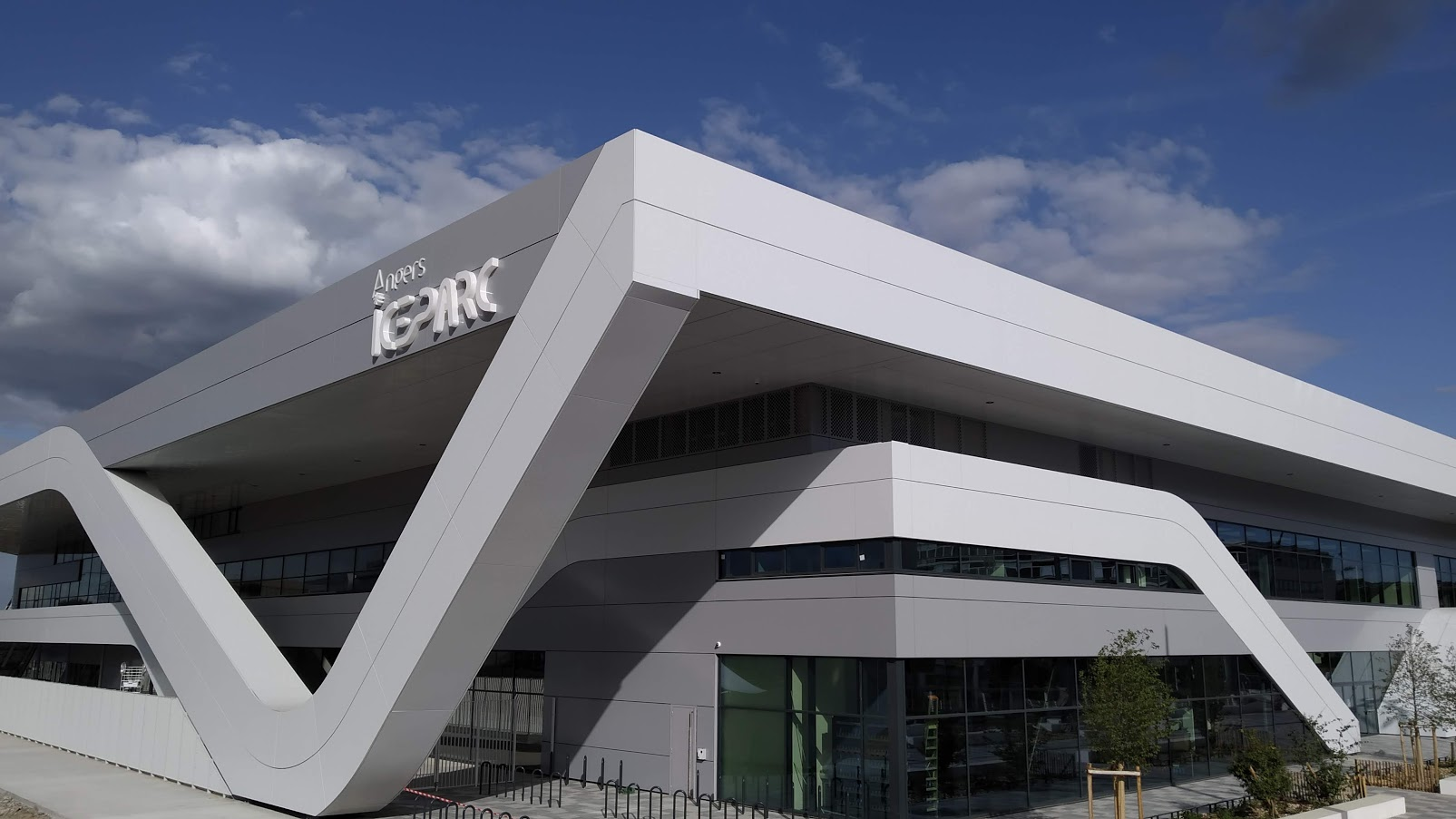
«Анже Айспарк» 2019 рік

Клуб засновано в місті Анже у 1982 році. Через десять років вони дебютували в Насьйональ 1, таку назву мала на той момент Ліга Магнус. Дебютний чемпіонат команда з Анже завершила на п'ятому місці. До 2002 року клуб постійно посідав місця з четвертого по восьме, наступні три роки фінішував серед аутсайдерів, а у 2007 році знову фінішував п'ятим.
У 2014 році після четвертого місця в основному раунді «Дюк д'Анжер» вийшов у фінал плей-оф, де поступилися «Дябл Руж Де Бріансон» з рахунком 3-4. Через два роки знову дістались фіналу але цього разу поступились «Руану». 
У сезоні 2021–22 також вийшли у фінал, де поступились «Греноблю».

## Домашня арена
«Анже Айспарк» домашній стадіон клубу, відкритий 16 вересня 2019 року. Арена вміщує 3586 глядачів.

## Досягнення
Ліга Магнус:
- (1) 2025

Кубок Франції (2):
- 2007, 2014

Трофей чемпіонів (1):
- 2007